# Arctic Torrent
Arctic Torrent là một trình khách BitTorrent có mục đích sử dụng tối thiểu tài nguyên CPU và bộ nhớ. Arctic Torrent là phần mềm mã nguồn mở được viết bằng ngôn ngữ C++, chỉ có khả năng chạy trên hệ điều hành Windows XP/2k/2k3.